# One Shot 1999
One Shot 1999 è un album compilation pubblicato dall'etichetta discografica Universal nel 2009 e facente parte della collana One Shot.
Comprende due dischi, ciascuno dei quali contenente 20 brani, pubblicati originariamente intorno al 1999.

## Tracce
CD 1
1. Tom Jones VS Mousse T. – Sex Bomb – 3:32
2. Blondie – Maria – 4:52
3. Moloko – Sing It Back – 4:21
4. Liquido – Narcotic – 3:57
5. Christina Aguilera – Genie in a Bottle – 3:38
6. Anggun – Snow on the Sahara – 4:20
7. Jarabe De Palo – La flaca – 4:22
8. Lou Bega – Mambo No. 5 (A LIttle Bit Of...) – 3:41
9. Geri Halliwell – Look at Me – 4:33
10. Ronan Keating – When You Say Nothing at All – 4:15
11. As Meninas (2) – Xibom Bom Bom – 3:48
12. Miranda (5) – Vamos a la playa – 3:14
13. Backstreet Boys – I Want It That Way – 3:34
14. Paul Johnson – Get Get Down – 6:08
15. Texas – Summer Son – 4:05
16. Blink-182 – What's My Age Again? – 2:29
17. Bloodhound Gang – The Bad Touch – 4:22
18. ATB – 9 PM (Till I Come) – 3:20
19. Ann Lee – 2 Times – 3:51
20. Gigi D'Agostino – Bla Bla Bla – 4:17

CD 2
1. Eiffel 65 – Blue (Da Ba Dee) – 4:44
2. Smash Mouth – Can't Get Enough of You Baby – 2:31
3. Sixpence None the Richer – Kiss Me – 3:29
4. Lene Marlin – Sitting Down Here – 3:55
5. Andreas Johnson – Glorious – 3:28
6. 5ive – If Ya Gettin' Down – 3:01
7. The Cranberries – Promises – 5:28
8. Apollo 440 – Stop the Rock – 3:33
9. Shania Twain – That Don't Impress Me Much – 3:39
10. Armand Van Helden – You Don't Know Me (feat. Duane Harden) – 4:03
11. Cassius – Cassius 99 – 3:45
12. Skunk Anansie – Secretly – 4:46
13. Marilyn Manson – Rock Is Dead – 3:10
14. Fatboy Slim – Right Here, Right Now – 6:28
15. Basement Jaxx – Red Alert – 4:18
16. TLC – No Scrubs – 3:35
17. Roxette – Wish I Could Fly – 4:40
18. Cunnie Williams – Saturday (feat. Monie Love) – 4:40
19. Prezioso feat. Marvin* – Tell Me Why – 4:37
20. Shaft – (Mucho Mambo) Sway – 3:31